# James Beattie (football)
Pour les articles homonymes, voir James Beattie et Beattie.
James Beattie, né le 27 février 1978 à Lancaster, est un footballeur international anglais qui évolue au poste d'attaquant reconverti entraîneur après avoir mis un terme à sa carrière en 2013.

## Biographie
Né à Lancaster, James Beattie effectue la majorité de son début de carrière dans le Lancashire, son comté. De 1991 à 1995, il inscrit 135 buts en 154 matchs et fait ses débuts en Premier League avec les Blackburn Rovers en 1995. Cependant, il a du mal à s'intégrer et ne joue que rarement. Il décide alors de quitter sa terre natale et rejoint Southampton en 1998. Lors de sa première saison, il dispute 35 matchs et est élu meilleur joueur de l'équipe par ses coéquipiers. Malgré une blessure qui perturbe sa saison 1999-2000, Beattie découvre la sélection nationale espoirs. En 2000, il revient plus fort moralement et s'impose comme un leader des Saints. Mais c'est lors du championnat 2002-2003 que l'attaquant se révèle avec 23 buts inscrits et devient international anglais.
Le 9 novembre 2012, il devient entraineur-joueur d'Accrington Stanley. D'abord adjoint, il devient entraîneur de l'équipe première lors de la saison 2013-2014, après avoir mis un terme à sa carrière de joueur. Le 16 juin 2015, il rejoint le staff de Swansea, club de Premier League où il sera l'entraîneur des attaquants et des milieux jusqu'en décembre 2015.

## Palmarès

### En club
- Southampton
  - Finaliste de la Coupe d'Angleterre en 2003.

### Distinctions personnelles
- Joueur du mois de Premier League en décembre 2000 et novembre 2002.